# Xu-Sin

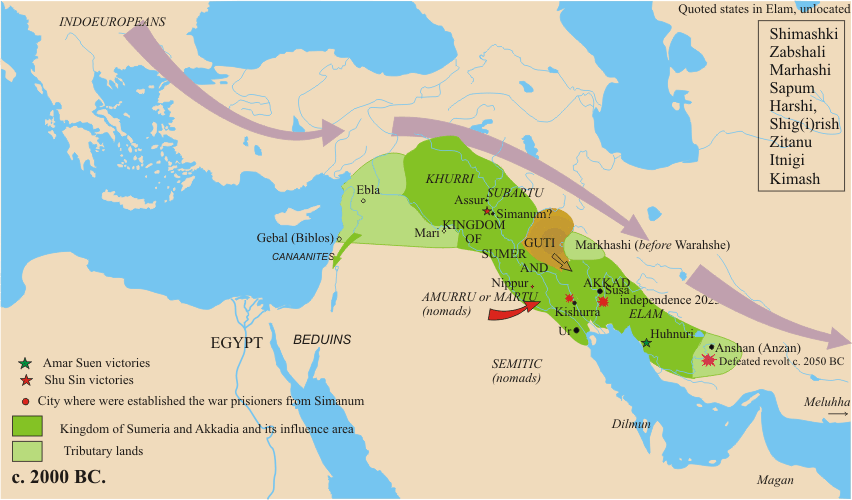
Dominis de Xu-Sin

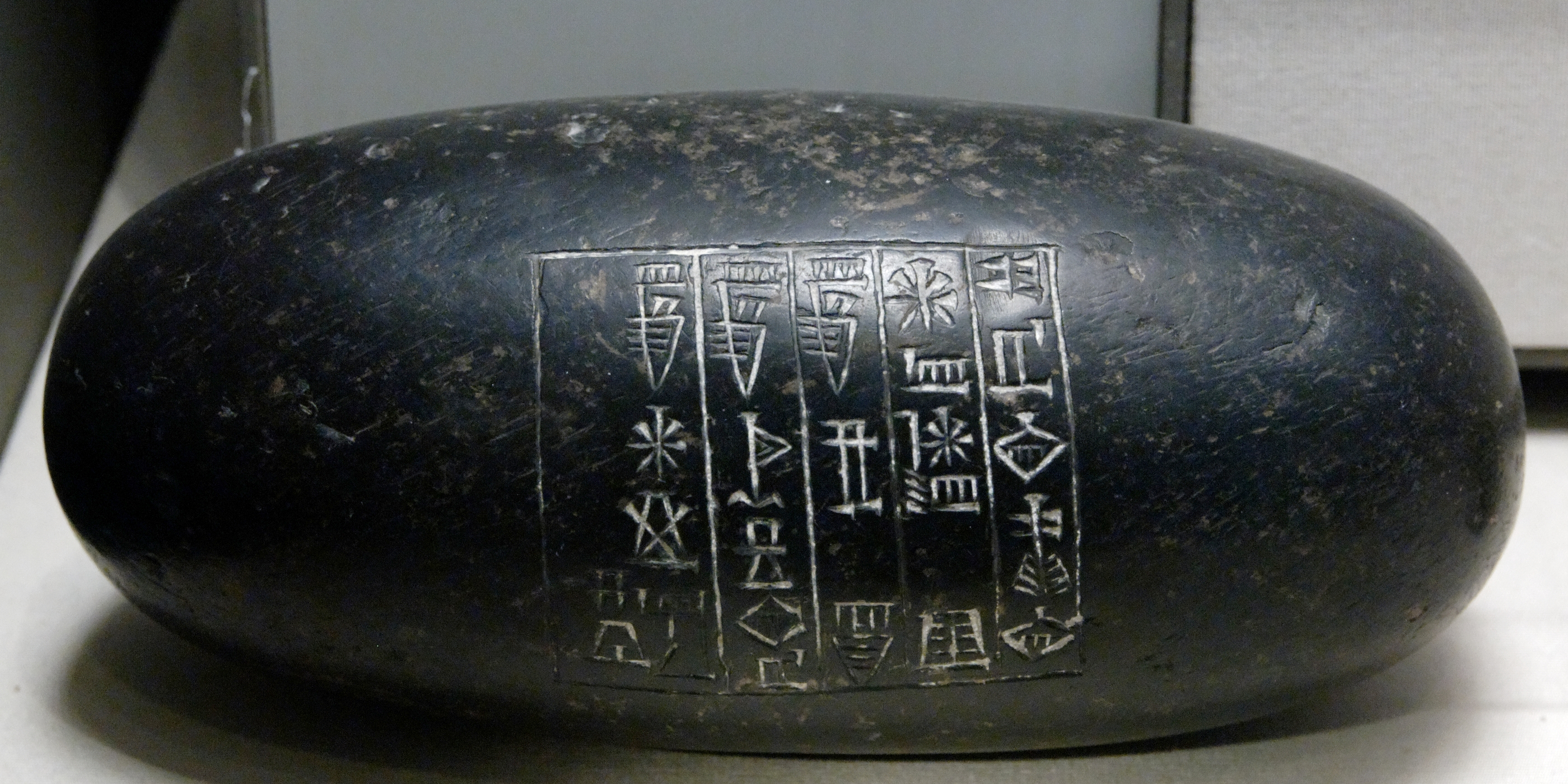
Pes de 5 mina amb el nom de Xu-Sin, a Girsu, Museu del Louvre

Xu-Sin o Šu-Sin va ser rei d'Ur del 2037 aC al 2028 aC (cronologia màxima) o 1972 aC al 1964 aC (mínima). Va ser el penúltim sobirà de la tercera dinastia d'Ur. Era fill o germà d'Amar-Sin, al qui va succeir. Quan era príncep hereu tenia el càrrec de governador militar d'Ur.
En el seu regnat es parla d'expedicions i de la confiscació de molt d'or que va ser portat a Nippur junt amb presoners estrangers deportats en massa que es van dedicar a les obres públiques de l'entorn d'aquesta ciutat. Avançat el seu regnat es va construir una gran muralla que tenia "vint-i-tres hores dobles" de longitud, anomenada muralla dels Martu, que devia tenir com a objectiu aturar les incursions dels martu (amorreus) i dels Tidnum (o Tidanum), una altra tribu semita nòmada.
El rei tenia un gran visir (sukkal-makh) anomenat Urdunanna (el seu pare i el seu avi ja havien ocupat aquest càrrec) que va tenir molts altres càrrecs al mateix temps: ensi de Lagaix, sacerdot del déu Enki d'Eridu, ensi de Sabum, ensi del país de Qutum (Guti), ensi d'Al-Shusin, ensi de Khamazi, ensi de Karakhar, shagin (governador militar) d'Usargashana, Bashimi, Dimat-Enlil, Urbilum, Ishar, País de Su, i País de Kardak, un cas excepcional que potser pot interpretar-se com una pèrdua de poder del rei, perquè Urdunanna posseïa terres (algunes no identificades) que anaven des d'Arbil fins al golf Pèrsic.
El va succeir el seu fill Ibbi-Sin.